# Waldbüttelbrunn
Waldbüttelbrunn – miejscowość i gmina w Niemczech, w kraju związkowym Bawaria, w rejencji Dolna Frankonia, w regionie Würzburg, w powiecie Würzburg. Leży około 6 km na zachód od centrum Würzburga, przy drodze B8.

## Współpraca
Miejscowości partnerskie:
- Fleury-sur-Orne, Francja
- Radomyśl nad Sanem, Polska
- Remptendorf, Turyngia